# Sindrome del nido
Se conoce como Síndrome del Nido a un tipo de conducta que se produce con frecuencia en las mujeres embarazadas consistente en incrementar el tiempo dedicado al orden y limpieza de la casa, a poner en orden las estancias, lavar las ropas, etc. Este tipo de conducta se da principalmente en el tercer trimestre del embarazo, es decir en fechas que se acercan a término. 
Algunos expertos plantean como hipótesis para explicar esta conducta que es una forma de afrontar la ansiedad ante la llegada del nuevo bebé, o como deseo de controlar la nueva situación. En todo caso esta actividad provoca sensación de tranquilidad y confianza a la futura madre.
- Datos: Q9077717